# Las huellas de La Barraca

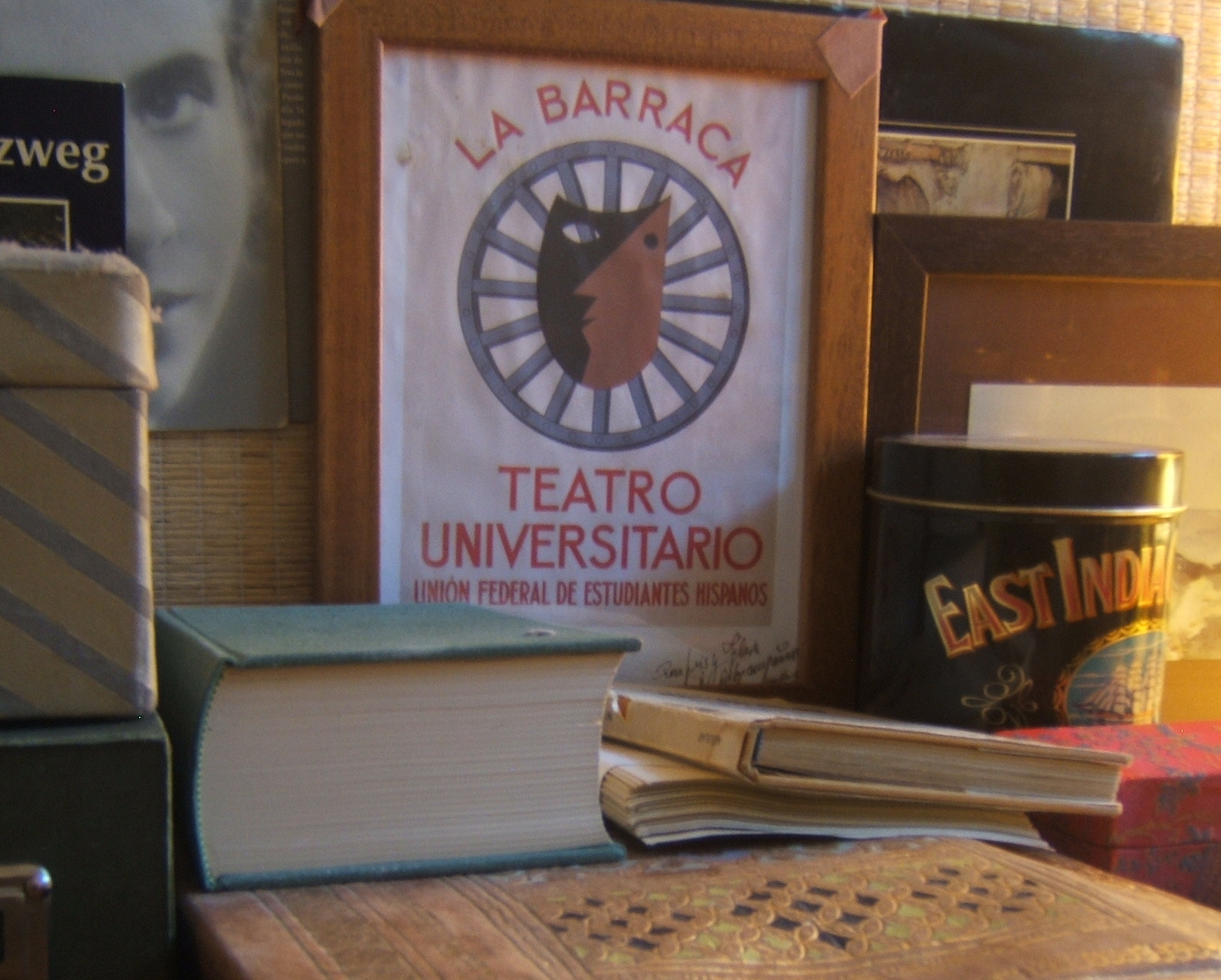
Cartel replica del utilizado en sus itinerarios La Barraca.

Las huellas de La Barraca es un programa cultural de teatro universitario creado por la Sociedad Estatal de Conmemoraciones Culturales en 2006 con dirección de César Oliva con el objetivo de revivir la experiencia de grupos teatrales itinerantes como El Teatro del Pueblo de Alejandro Casona, El Búho de Max Aub y La Barraca de García Lorca, en el 75 aniversario de la proclamación de la Segunda República Española que, con su política de acercar la cultura hasta los pueblos más alejados, lo hizo posible.

## Historia
Las huellas de La Barraca fue una iniciativa anual que tomó el nombre del grupo de teatro universitario más conocido de principios de siglo XX -gracias a su director, García Lorca- y que se mantuvo programando obras de grupos peninsulares e hispanoamericanos en verano durante siete ediciones. En ese tiempo participaron 17 compañías distintas (7 de ellas iberoamericanas) con más de 350 actores en 36 montajes (23 adaptaciones de teatro clásico y 13 obras contemporáneas) para un total de 773 representaciones.

### La dinámica
Tras un concurso y selección público abierto a escuelas oficiales y aulas de teatro universitario, la media docena de grupos seleccionados eran subvencionados para montar una de las varias obras propuestas, que variaban cada año según la temática elegida, incluyendo, bien más presencia de piezas del Siglo de Oro o bien de autores contemporáneos. Todo el trabajo del curso se mostraba en una gira itinerante por plazas y pueblos de España coincidiendo con algunos festivales importantes como el Festival de Teatro Clásico de Almagro. La gira solía incluir rutas diferentes para cada grupo con lo que se aumentaba el radio de acción, pudiendo en algunas fechas señaladas coincidir en ruta algunos grupos y compartir escenario.
Tras siete ediciones, se programaron funciones en más de 650 localidades españolas y centros penitenciarios, con obras de autores principalmente del Siglo de Oro tales como Lope de Vega, Cervantes, Rojas Zorrilla, Tirso de Molina,  Jacinto Alonso Maluenda y Josep de Valdivieso; pero también de autores posteriores como Benito Pérez Galdós, Azorín, Valle-Inclán, Alejandro Casona, Federico García Lorca, Rafael Alberti, Félix Enciso Castrillón, José Ignacio González, Inés Stranger Rodríguez, y Miguel-Anxo Murado.

### Exposición itinerante y publicación
Antes de su última edición, Las huellas de La Barraca contaron con una exposición itinerante que visitó las principales universidades del país durante el curso lectivo. En ella se mostraban documentos y enseres de los primeros barracos, vestuario y escenografía así como fotografías y audios con los que acercar su experiencia a los nuevos estudiantes. Con motivo de completar esta recopilación se editó un libro La Barraca: Teatro y Universidad. Ayer y hoy de una utopía. el cual además del material de la exposición y un amplio catálogo de fotografías de la época, algunas hasta entonces inéditas, incluye el testimonio de cuatro componentes de La Barraca ya desaparecidos: el de los actores Modesto Higueras, María del Carmen García Lasgoity y Luis Sáenz de la Calzada y el del pintor José Caballero.
El libro tenía 176 páginas y aproximadamente 130 ilustraciones, con una tirada inicial de 6.537 ejemplares. Fue editado en 2011.

## Reconocimientos
Las huellas de La Barraca obtuvieron en 2010 el Premio Dionisos, establecido por el Centro UNESCO de la Comunidad de Madrid para premiar proyectos teatrales con repercusión social. Las razones principales que esgrimió el jurado a la hora de fallar el premio fueron: El apoyo al fenómeno del teatro universitario, el altruismo de los actores-estudiantes, la creación de nuevo público teatral, y el fomento del teatro como bien cultural en territorios en los que por sus condiciones geográficas el arte escénico no posee un destacado arraigo.